# 좀줄무늬말벌
좀줄무늬말벌(영어: lesser banded hornet, 학명: Vespa affinis 베스파 아피니스[*])은 말벌속에 속하는 열대 및 아열대성 말벌으로, 온난 습윤한 기후를 보이는 아시아 지역에 두루 분포한다. 몸길이는 일벌이 22-25mm, 여왕벌이 30mm, 수펄이 26mm 정도이다. 배를 둘러싸는 도드라진 주황색 줄무늬가 특징이다.